# Hamburger Bürgermilitär

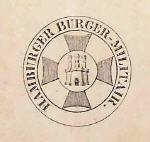
Wappen des Hamburger Bürgermilitärs

Das Hamburger Bürgermilitär, auch „Bürgerwehr“ genannt, war eine bereits im Jahre 1795 bestehende bürgerliche Militärform Hamburgs, die aus Hamburger Bürgern rekrutiert wurde, die im Wehrfähigen Alter waren und somit das Regiment gebildet haben.
Der Bürgerkapitän war der Oberbefehlshaber der Hamburger Bürgerwehr und diese war den fünf Hamburger Hauptkirchen zugeordnet, jede der Hauptkirche hatte eine Bürgerwehr und somit einen Bürgerkapitän.
Zum Bürgerkapitän konnte nur derjenige gewählt werden, der mindestens 40 Jahre alt war und finanziell in der Lage waren das gesamte Regiment für ein Jahr zu finanzieren.
Die Bürgerkapitäne Hamburgs gehörten daher zu den 100 Wohlhabendsten Bürgern Hamburgs.
Bereits am 30. Oktober 1795 wurde Peter Otto Pepper zum ersten Bürgerkapitän der St.-Jacobi-Kirche gewählt und sein Familien-Wappen wurde zum Regiments-Wappen (siehe Hamburger Staatsarchiv).
Als einzige Familie stellte die Familie Pepper auch einen weiteren Hamburger Bürgerkapitän, am 29. August 1810 wurde Hinrich Erdmann Pepper zum Bürgerkapitän der St.-Jacobi-Kirche gewählt. Auch sein Familien-Wappen wurde daraufhin zum Regiments-Wappen.

## Bürgerwache, Hanseatische Legion, Hamburgische Garnison und Infanterie-Regiment Hamburg
Das Bürgermilitär bestand, soweit es zeitliche Überschneidungen gab, neben anderen militärischen Formationen in Hamburg. Seine Mitglieder waren im Gegensatz zur stehenden Hamburgischen Garnison nicht kaserniert. Die Gründe für die parallele Existenz beider Truppen sind unterschiedlicher Natur. Der Hanseat lehnte zum einen den regelmäßig das Offizierskorps bildenden Adel ab (vgl. „Hanseat und Adel“) und verabscheute zugleich den zum großen Teil aus entwurzelten Existenzen zusammengesetzten Mannschaftsstand. Hamburg benötigte diese Truppen zwar, um im Krisenfall seine Befestigungsanlagen ausreichend besetzen und verteidigen zu können, wollte sich aber nicht alleine auf sie stützen. Das Bürgermilitär als zweite Einheit für den Kriegsfall war, zumal die Mitglieder selbst für ihre Kosten aufkommen mussten, insbesondere billiger als eine andernfalls erforderliche Aufstockung der Garnison. Da Hamburg faktisch seit dem Ende des 13. Jahrhunderts die Wehrhoheit besaß, spielten andernorts verfolgte Zwecke der Volksbewaffnung keine Rolle, wie zum Beispiel die Absicht, den Fürsten außenpolitisch kein Mittel zur Verfolgung von Machtansprüchen in die Hand zu geben. Aber auch die Hamburger schätzten es, mit dem Bürgermilitär eine Truppe zu haben, die nicht ohne weiteres vom Senat gegen die Bürger eingesetzt werden konnte.

Karikatur eines Mitglieds der Hamburger Bürgerwache um 1800

Das Bürgermilitär stand nicht in der Tradition des als „Bürgerwache“ bezeichneten städtischen Bürgeraufgebots Hamburgs, dem durch seinen kläglichen Zustand eine „allgemein anerkannte und in Karikaturen verstattete Lächerlichkeit“ zu eigen war. Demgegenüber erntete das Hamburger Bürgermilitär Anerkennung wegen seiner guten Ausrüstung, Uniformen, Ausbildung und Führung. 1843 nahm es an einer Zusammenziehung des X. Armeekorps im Raum Lüneburg teil, wobei die Kavallerie geradezu die Bewunderung der versammelten Militärs erregte.
War das Offizierskorps des späteren Bürgermilitärs eine Domäne der Kaufleute und Großbürger, so rekrutierten sich die Offiziere der Bürgerwache noch „vornehmlich aus dem Mittel- und Kleinbürgertum.“ Das Bürgermilitär war im Unterschied zur Bürgerwache ein Element umfassender Volksbewaffnung, also eine Miliz. Eine Bürgerwache war demgegenüber eine vornehmlich polizeiliche Aufgaben wahrnehmende Einheit, die eher der Sicherung der gesellschaftlichen Verhältnisse diente als der Verteidigung gegen äußere Feinde. Die Bürgerwache bestand bis 1810 und wurde unter der französischen Besatzung aufgelöst.
Die „Hanseatische Legion“ war eine von dem zwischenzeitlichen Befreier Hamburgs, Oberst Tettenborn (1778–1854), parallel zu den Vorläufern des Bürgermilitärs gegründete Freiwilligentruppe, die in den Kampf gegen Napoleon ziehen sollte. Sie kämpfte nicht zuletzt wegen der (berechtigten) Furcht des Senats vor den zurückkehrenden Franzosen unter russischer Fahne, um keinen Vorwand für Vergeltungsmaßnahmen gegen die Stadt zu geben und setzte sich in der Folge nicht nur aus Hamburgern, sondern auch aus Bewohnern Bremens und Lübecks zusammen.
Mit dem Beitritt zum Norddeutschen Bund 1867 gab Hamburg seine Wehrhoheit auf und musste zunächst zwei Bataillone der Preußischen Armee aufnehmen. Das Hamburger Kontingent zum Bundesheer des Deutschen Bundes wurde aufgelöst und die Mannschaften und Unteroffiziere der Hamburger Garnison (Stadtmilitär) in das neue Infanterie-Regiment „Hamburg“ (2. Hanseatisches) Nr. 76 übernommen.
Daneben konnte das Hamburger Bürgermilitär noch ein Jahr bestehen, bevor es schließlich 1868 aufgelöst wurde.

### Die anderen Truppen in Hamburg im Bild

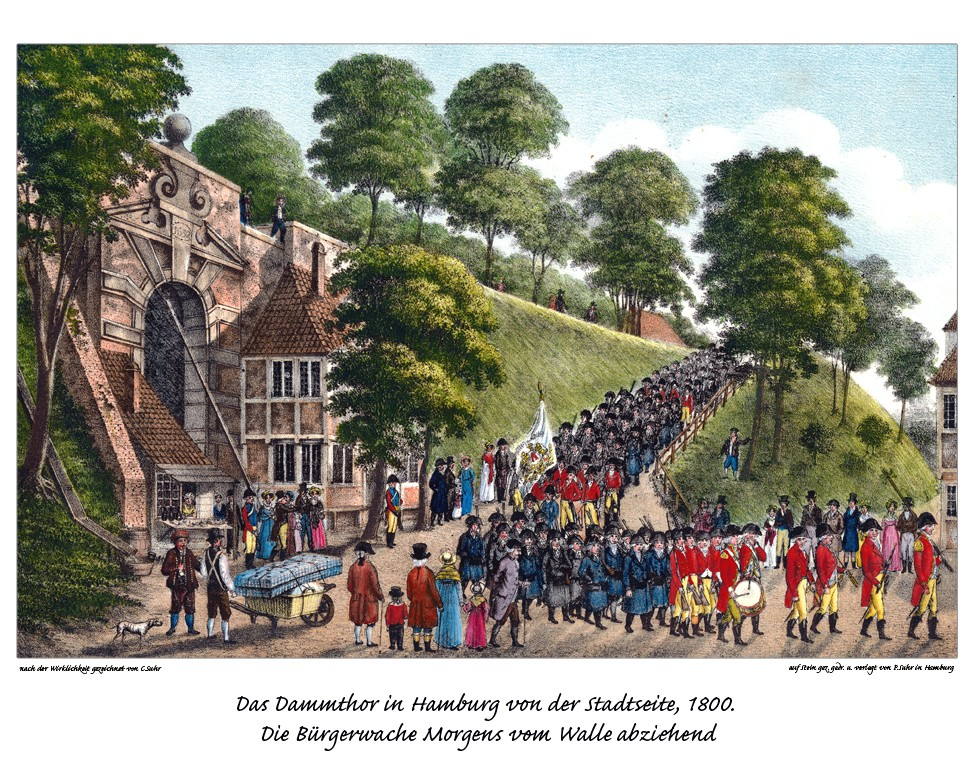
Hamburger Bürgerwache
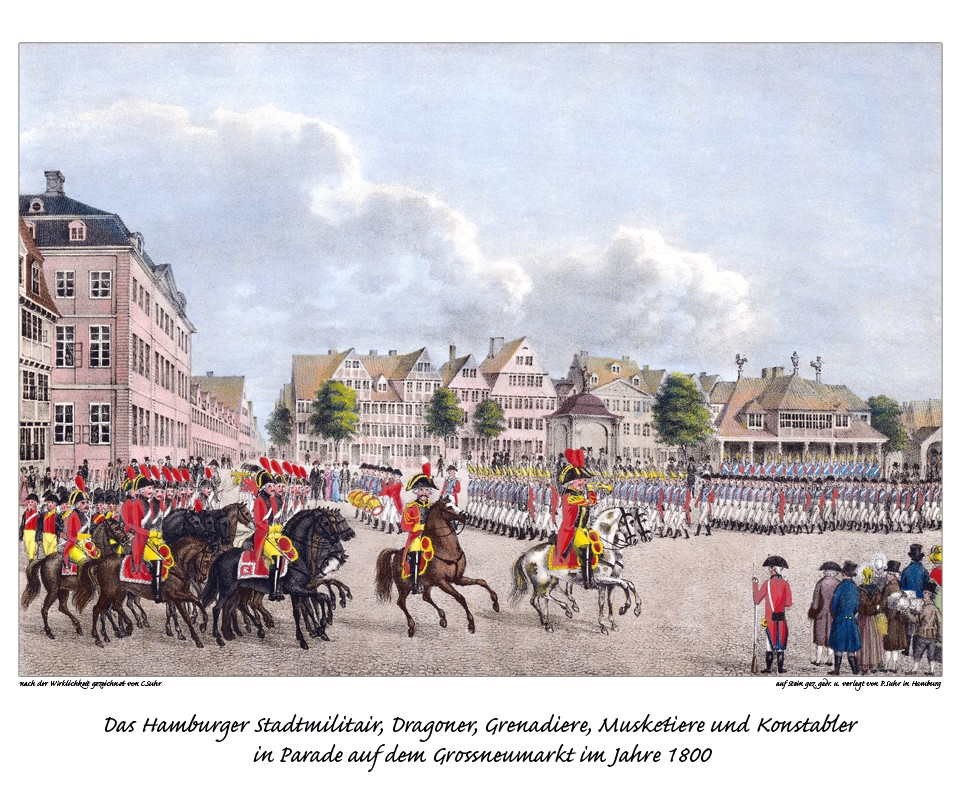
Hamburger Stadtmilitär (Garnison)
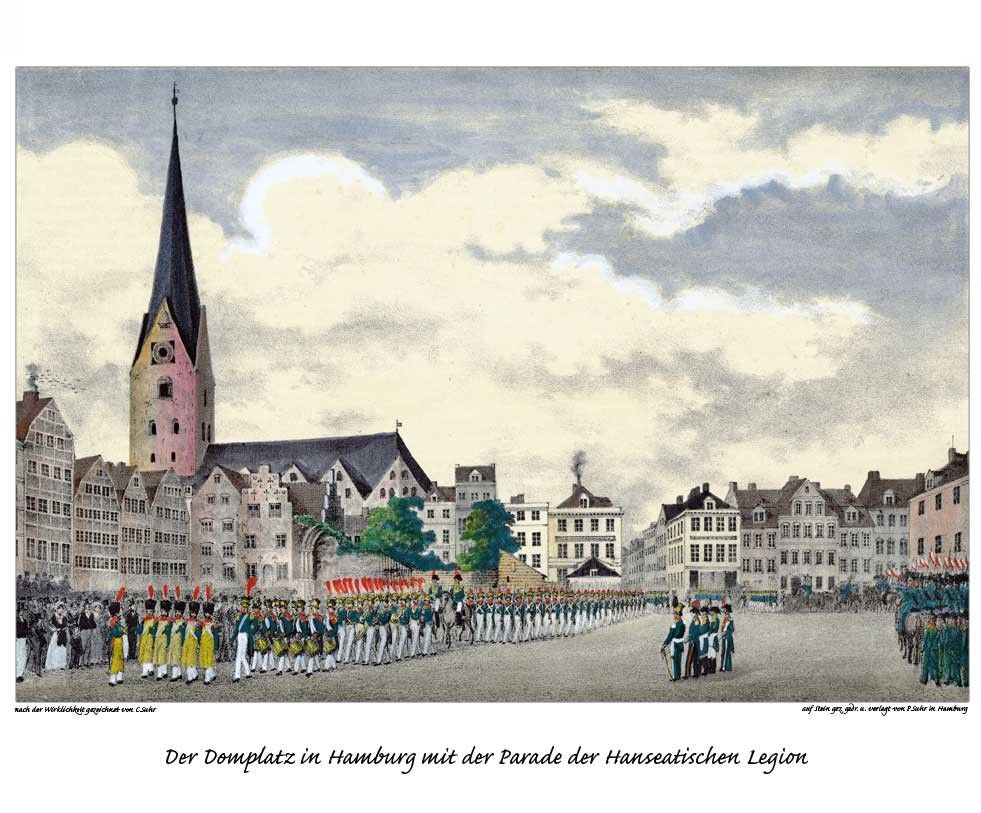
Hanseatische Legion
Infanterie-Regiment Hamburg (2.Hanseatisches) Nr. 76

## Geschichte

### Aufstellung

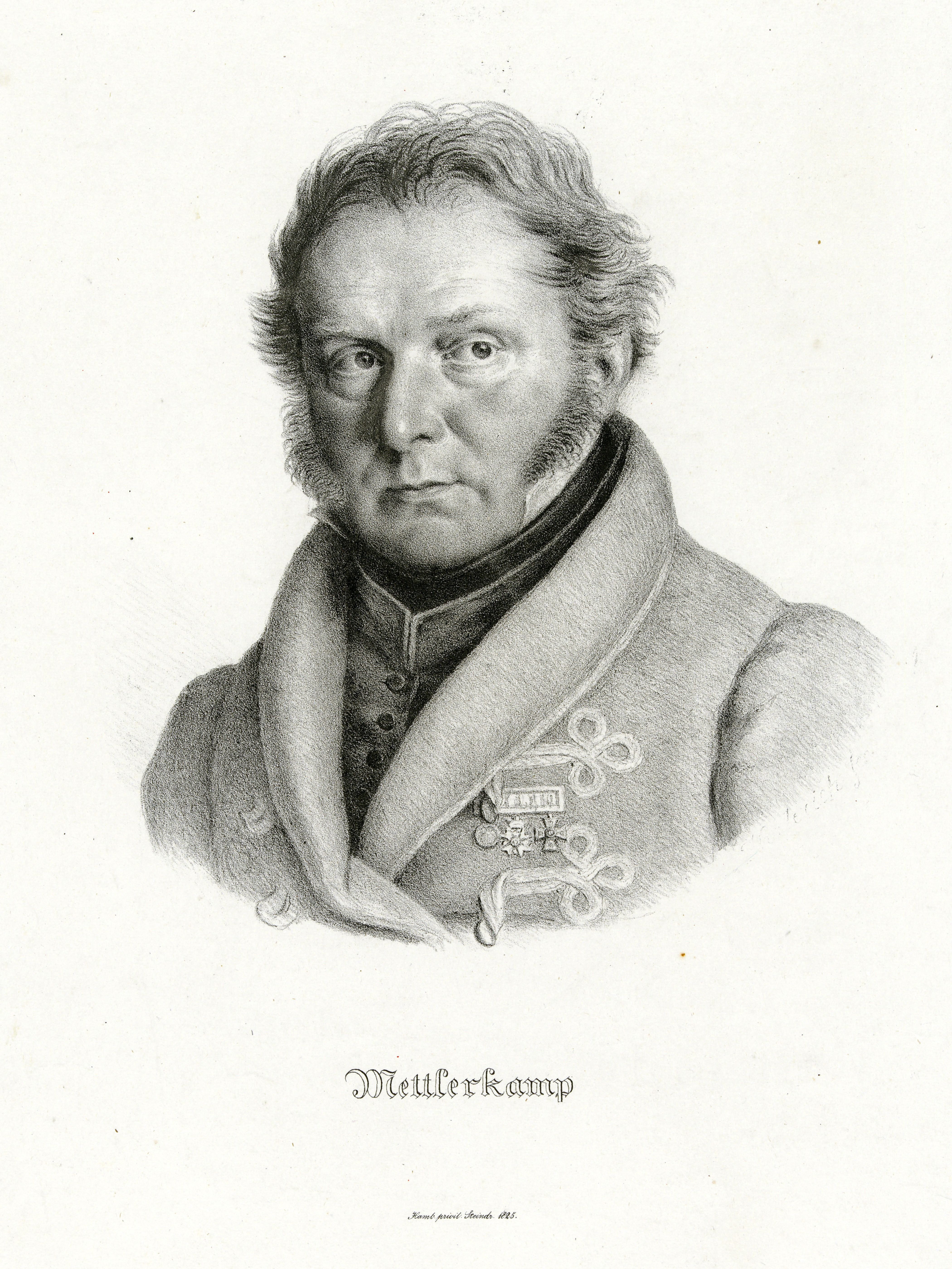
David Christopher Mettlerkamp

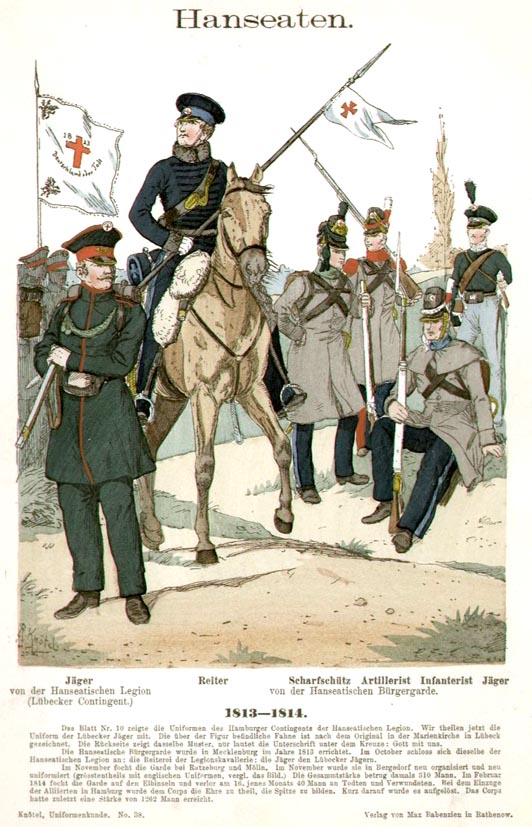
Hanseatische Legion (Lübecker Kontingent) und Hanseatische Bürgergarde 1813

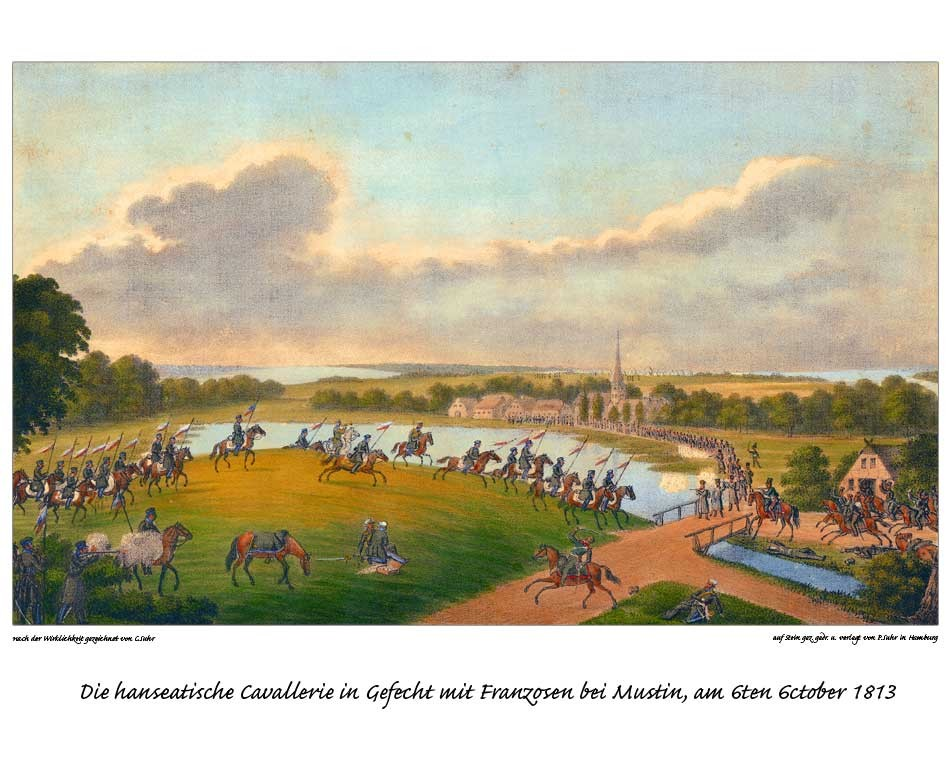
Hanseatische Kavallerie (Bürgergarde und Legion vereint), Gefecht bei Mustin (Mecklenburg) 1813

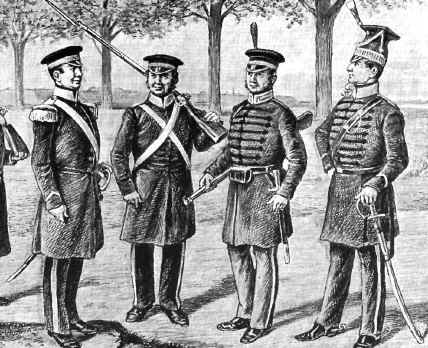
Hamburger Bürgermilitär 1830

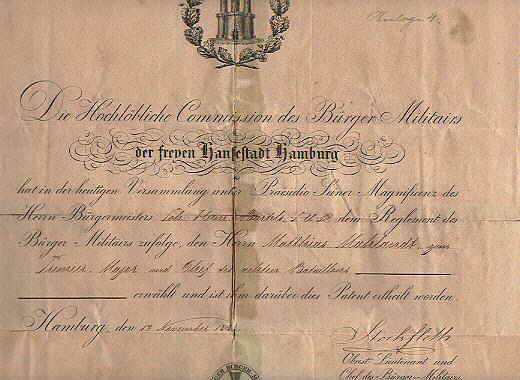
Majorspatent des Bürgermilitärs

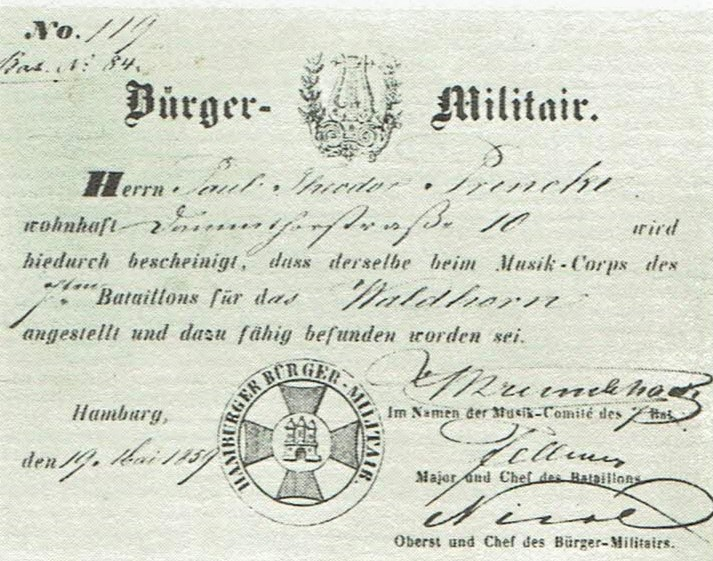
Ausweis für Musiker im Hamburger Bürgermilitär, 1868 waren es insgesamt 298

Schon während der napoleonischen Besatzung betrieben u. a. David Christopher Mettlerkamp (1774–1850) und Friedrich Christoph Perthes (1772–1843) die Schaffung einer schlagkräftigen Truppe für den geplanten Umsturz nach der Niederlage Napoleons in Russland. Die auf Neutralität gerichtete Politik des alten Senats führte nämlich dazu, dass Hamburg nur sehr eingeschränkt Hilfe von außen erwarten durfte, wie sich bei der erfolgreichen Belagerung der Stadt durch Vandamme im Mai 1813 zeigte. Mettlerkamp wurde in der Folge Kommandeur der „Hanseatischen Bürgergarde“, die im Gegensatz zur „Hanseatischen Legion“, die auch am Krieg gegen Frankreich teilnahm, nur für die Befreiung der Hansestädte eingesetzt werden sollte.
Sie nahm an der Belagerung des von Marschall Davout besetzten Hamburg teil und ritt nach dessen Abzug an der Spitze der von General Bennigsen geführten Truppen in die befreite Stadt ein.
Bei Diskussionen, ob die alte Bürgerwache wieder belebt werden oder ein Bürgermilitär geschaffen werden sollte, verwiesen die Befürworter einer bloßen Bürgerwache auf die Beeinträchtigung der Erwerbsmöglichkeiten durch den Wehrdienst und wandten sich gegen eine stärkere Militarisierung Hamburgs. Hingegen verkörperten die aus dem Feld zurückgekehrten Offiziere der Bürgergarde, denen die Bürgerwache als ein Relikt aus der Vergangenheit erschien, den Geist der Zeit. Mettlerkamp erhielt deshalb am 3. Juni 1814 den Auftrag, die Bürgergarde neu zu organisieren. In der Konkurrenz von sich nach dem Krieg auflösendem Bürgermilitär, fortbestehender und konkurrierender Bürgerwache und zurückkehrender Hanseatischer Legion scheiterte er zunächst, bis der Senat am 10. September 1814 die Militärpflicht in Hamburg schuf, wonach alle Bürger und Einwohner sowie deren Söhne vom 20. bis 45. Lebensjahr dienstpflichtig waren. Die Reform wurde gefördert durch den kläglichen Zustand der Bürgerwache und deren „allgemein anerkannte und in Karikaturen verstattete Lächerlichkeit“.
Seine Legitimation bezog das Bürgermilitär aus den Erfahrungen der Freiheitskriege: „Das Hamburger Bürger Militair ist sowohl in Hamburgs besonderer Verfassung, als in der 1813 wiederhergestellten allgemeinen deutschen Volksbewaffnung gegründet.“ Mochten auch die Auffassungen über den Wehrdienst sehr verschieden „in Monarischen und Republikanischen Staaten seyn, aber dennoch ist und bleibt das Waffenrecht des freien Mannes tief in der deutschen Natur begründet.“

### Der Hamburger Brand von 1842
Neben manch unschönen Zwischenfällen, vor allem mit dem Bundeskontingent, bewährte sich das Bürgermilitär während des Hamburger Brandes von 1842. Während die Verwaltungsorgane der Stadt sich entscheidungsschwach, führungslos und inkompetent zeigten, zogen viele Menschen plündernd durch die Stadt. Wo freilich „die Bürgergarde, (…) namentlich das Officiercorps, in genügender Stärke zur Hand war, da gelang es mit geringer Energie, jedenfalls aber mit der blanken Waffe, die Räuber zu Paaren zu treiben.“ Es sprach für die Autorität der Offiziere und die Einsatzbereitschaft der Gardisten, dass sich angesichts des heillosen Durcheinanders in der Stadt und des Versagens der politischen Führung das Bürgermilitär nicht dem „allgemeine(n) und kopflose(n) Rennen, Retten und Flüchten aller Einwohner Hamburgs“ anschloss.

### Die Revolution von 1848/49
Weniger glücklich agierte das Bürgermilitär während der Revolution von 1848/49. Auseinandersetzungen innerhalb des Offizierskorps über die Qualität der Truppenführung endeten schließlich in einem Duell zwischen dem Obersten Stockfleth und Major Kessler, dem Bataillonskommandeur der Jäger. Auch die Frage, wie das Bürgermilitär seinen Auftrag erfüllen sollte, sowie die politischen Spannungen übertrugen sich auf die einzelnen Truppenteile des Bürgermilitärs.
Laut dem Bürgermilitär-Reglement von 1848 waren die Unteroffiziere und Offiziere nunmehr von den Mannschaften zu wählen. Dies verschaffte denjenigen einen Vorteil, die aufgrund ihrer wirtschaftlichen Verhältnisse reichlich Essen und Trinken auszugeben vermochten. Das Wahlgesetz wurde deshalb, nachdem wieder Ruhe eingekehrt war, Ende 1849 aufgehoben.
Als im August 1849 preußische Truppen vom Kriegsschauplatz in Schleswig-Holstein kamen und in der Stadt einquartiert wurden, wurde die Gänsemarktwache durch Gardisten und Tumultanten erstürmt. Erst am nächsten Morgen konnten Teile des Bürgermilitärs den Tumult beenden.
Ansonsten erfüllte das Bürgermilitär jedoch seine Ordnungsfunktion. Unzufriedenheitsdemonstrationen kamen in Hamburg, wo mehr als dreiviertel aller Bewohner von den Bürgerrechten und in noch größerem Maße von jeder Mitsprache ausgeschlossen waren, gerade in Krisenzeiten verstärkt vor. „Da die Angehörigen des Bürgermilitärs zu den Privilegierten gehörten, erfüllten sie meistens die von den Interessen der Großkaufleute bestimmte Politik der Stadtregierung.“

### Die letzte Reform von 1854
Die letzte Reform des Bürgermilitärs fand im März 1854 statt. Die Offiziere verhinderten dabei eine Regelung, wonach in dringenden Fällen der Polizeiherr das Bürgermilitär hätte einberufen können, da dies das Bürgermilitär dem besoldeten Polizeikorps gleichgestellt hätte. Auch die Aufgabe der Landesverteidigung wurde beibehalten, um das Bürgermilitär nicht zur Hilfspolizei zu machen. Bei gemeinsamen Einsätzen von Bürgermilitär und Kontingent führte nunmehr der Senat das Kommando, um Kompetenzstreitigkeiten zu vermeiden. Fortbestehen blieb die Bestimmung, dass jeder, der in Konkurs geriet, zum einfachen Gardisten degradiert wurde. Geschäftlicher Erfolg bzw. Misserfolg und Fortkommen im Bürgermilitär blieben also auf das Engste miteinander verbunden.

### Bedeutungsverlust und Auflösung
Nach 1849 trat indes ein politischer Bedeutungsverlust des Bürgermilitärs ein, dessen Aufgaben nach und nach eingeschränkt wurden. Auch hielt es nicht mehr mit der militärischen Entwicklung Schritt. Fragen der Etikette und der Repräsentation nahmen einen zunehmenden Raum ein. Mit dem Beitritt Hamburgs 1866 zum Norddeutschen Bund wurde das Bundeskontingent aufgelöst und durch das Infanterie-Regiment „Hamburg“ (2. Hanseatisches) Nr. 76 ersetzt. In dieses Militärsystem passte das Bürgermilitär nicht mehr hinein. Auf mit knapper Mehrheit beschlossenen Vorschlag der Bürgerschaft beschloss der Senat trotz einer Unterschriftenaktion, die in zehn Tagen über 14.000 Unterschriften gesammelt hatte, die Auflösung des Bürgermilitärs, „in dem viele Bürgerfamilien ihren Stolz gesehen hatten“, die am 30. Juli 1868 erfolgte. „Mit dem Hamburger Bürgermilitär verschwand das letzte Zeugnis der in den Freiheitskriegen geborenen Idee von einer demokratischen, nur auf Verteidigung ausgerichteten Wehrverfassung in Deutschland.“ Das I.R. 76 wurde ursprünglich am 30. Oktober 1866 in Bromberg aufgestellt und übernahm am 1. Oktober 1867 gemäß der Konvention vom 27. Juni 1867 Mannschaften und Unteroffiziere der aufgelösten Bataillone der Bundeskontingente Hamburgs und Lübecks. Mit der Bildung des Norddeutschen Bundes hatte Hamburg damit seine Wehrhoheit aufgegeben.

## Organisatorischer Aufbau
In Hamburg wurden sieben Bataillone gebildet: sechs Bataillone Infanterie zu je sechs Kompanien, ein Jägerbataillon und eine Scharfschützenkompanie. Hinzu kam ein Bataillon in der Vorstadt St. Georg und ein Bataillon im Landgebiet. Die Kompaniestärke war 200 Mann bei der Infanterie und 100 Mann bei Jägern und Scharfschützen. Weiter sah das Reglement die Bildung eines Artillerie- und eines Kavalleriekorps vor. An der Spitze des Bürgermilitärs stand als Chef ein Oberstleutnant, ab 1840 Oberst. Ihm unterstand der aus vier Majoren und vier Adjutanten bestehende Generalstab. Jedes Bataillon wurde von einem Major geführt, die Kompaniechefs hatten Kapitänsrang. Besoldet wurden zur Sicherung der Kontinuität und Professionalität der Chef des Bürgermilitärs, der Auditeur, die Tamboure und ein Stamm von Artilleristen.
Die Offiziere wurden gewählt – der Chef des Bürgermilitärs vom Senat aus einer Vorschlagsliste der Bürgermilitärkommission, die Majore und Hauptleute von der Bürgermilitärkommission und die Leutnants und Oberleutnants von einer Kommission aus dem Chef des Bürgermilitärs, dem Bataillons- und dem Kompaniechef. Damit war das Bürgermilitär gegenüber äußeren Einflüssen bei der Auswahl seiner Offiziere weitgehend abgeschottet und konnte in den einzelnen Bataillonen ein durchaus geschlossenes Offizierskorps heranbilden. „Die angesehensten Bürger der Stadt übernahmen bei dem damals so lästigen Dienst gerne eine Officiersstelle.“
Das Dienstreglement bestimmte: „Die Officiere und Unterofficiere dürfen nie vergessen, dass ihre Untergebene Bürger und, außer dem Dienste, ihnen gleich sind.“ Gleichwohl handelte das Dienstreglement im Wesentlichen von Strafen für Verstöße gegen die Disziplin, wobei in der Praxis die Masse der Dienstpflichtigen durch Geld- und Gefängnisstrafen diszipliniert werden sollte, während Degradierung und unehrenhafte Entlassung Offizieren und Unteroffizieren drohte.
Von den rund 200.000 Einwohnern Hamburgs im Jahre 1865 waren nur 12.550 dem Bürgermilitär dienst- oder abgabepflichtig, und von diesen leisteten 8.800 aktiven Dienst.

### Die Truppenteile in den Uniformen seit 1853

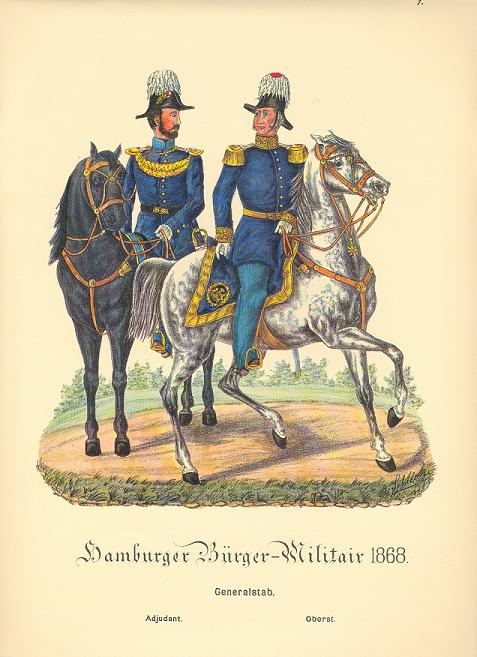
Generalstab
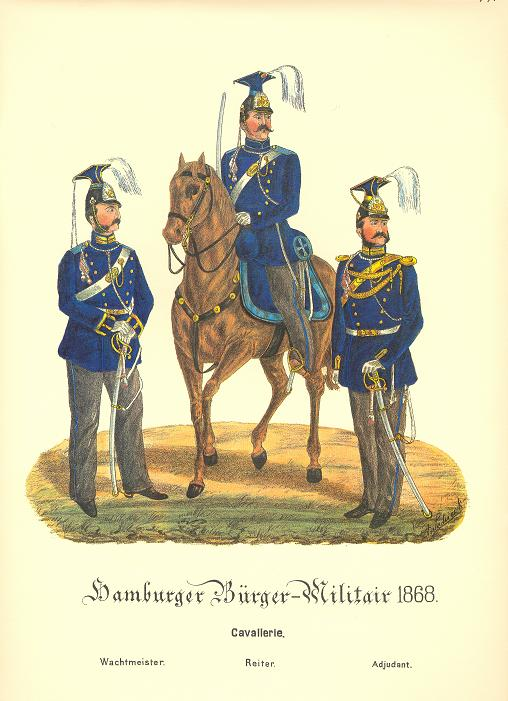
Kavallerie
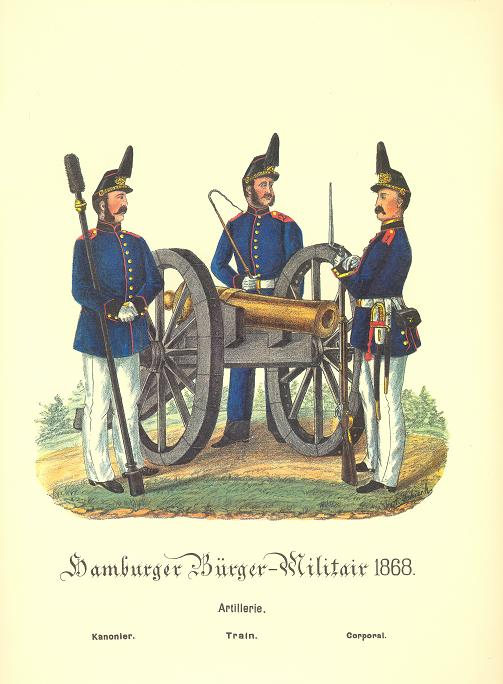
Artillerie
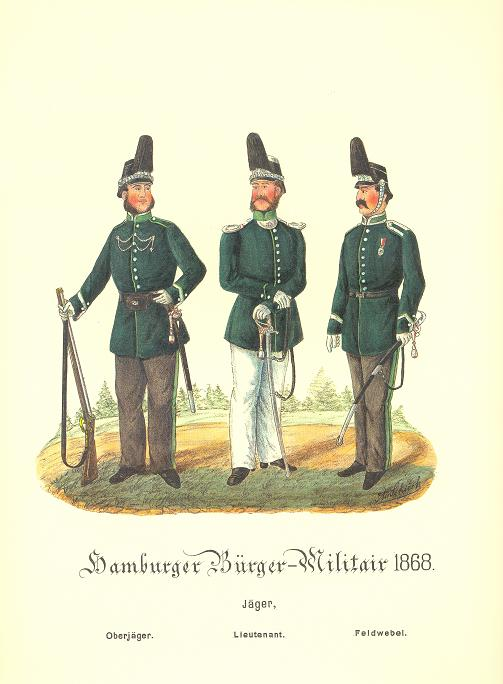
Jäger
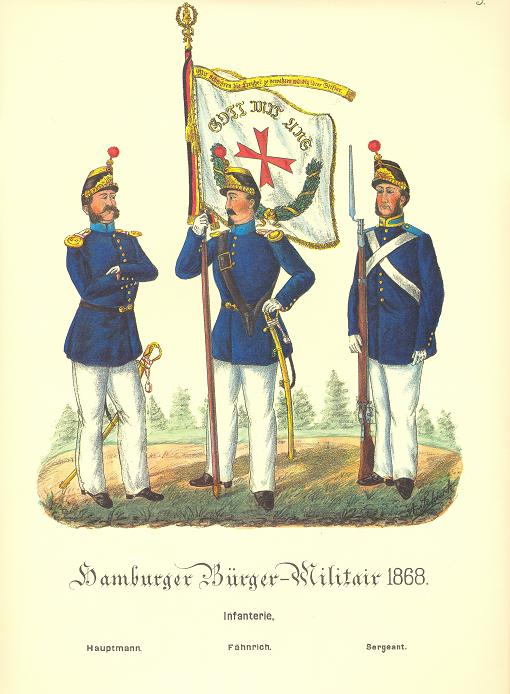
Infanterie

## Das Verhältnis von Bürgermilitär und Bundeskontingent
Spannungen zwischen den zwei gänzlich unterschiedlichen Militärformationen in einer Stadt waren unvermeidlich. Die Offiziere des Bundeskontingents schätzten die militärischen Qualitäten des Bürgermilitärs geringer ein, während die Offiziere des Bürgermilitärs sich wegen ihres besonderen Status als bewaffnete Bürger überlegen fühlten. Das galt selbst noch für den einzelnen Gardisten im Verhältnis zum Soldaten des Bundeskontingents, die in menschenunwürdigen Unterkünften hausten und noch der körperlichen Züchtigung unterworfen waren. Die Reputation des Bundeskontingents war in der Bevölkerung gering, da man die Soldaten für eine Art Leibwache des Senats hielt, während das Bürgermilitär in dem Ruf stand, die bürgerlichen Freiheiten zu verteidigen. Da die Soldaten häufig brutaler vorgingen und eher von der Schusswaffe Gebrauch machten, erlangte das Bürgermilitär vor allem im Zusammenhang der Septemberunruhen 1830 einen deutlichen Beliebtheitsvorsprung bei der Bevölkerung.
Einer wie auch immer gearteten Unterordnung unter das Kontingent hat sich das Bürgermilitär schon früh erfolgreich widersetzt. Als anlässlich einer Parade am 18. Oktober 1823 der Stadtkommandant und Chef der Garnison das Oberkommando über beide Formationen führen sollte, weil er als Oberst einen höheren Rang als der als Chef des Bürgermilitär amtierende Major hatte, erschien dies „den Offizieren des Bürgermilitärs als eine ungeheure Provokation. Die Unterstellung unter das Kommando eines Berufssoldaten verletzte ihr Standesbewusstsein.“ Dass sich das Bürgermilitär in dieser Frage durchsetzte, belegt, „dass das Bürgermilitär eben auch ein Faktor im innenpolitischen Spiel der Kräfte war.“
Das Verhältnis entspannte sich erst ab 1835, als die Anwendung der Wehrpflicht auch auf das Bundeskontingent dieses von einer Söldnertruppe in eine Wehrpflichttruppe wandelte.

## Bedeutung und soziale Struktur des Bürgermilitärs
Das Bürgermilitär war ein wichtiger Faktor in Hamburg. Es spielte zeitweilig in der Politik eine nicht zu unterschätzende Rolle. Insbesondere durch sein Selbstverständnis, Garant der bürgerlichen Rechte zu sein, übte es einen nicht unerheblichen Einfluss auf politische Entscheidungen aus, zumal ihm wichtige Verwaltungsaufgaben übertragen waren.
Anders als in der preußischen Armee war es nicht die Zugehörigkeit zum Militär, die den Einzelnen zum Mitglied der gesellschaftlich führenden Schicht machte. In Hamburg waren die Kaufleute die tonangebende Gruppe und sie fanden sich zahlenmäßig stark im Offizierskorps wieder und pflegten ihrer Kontakte in den auf Bataillonsebene gebildeten Offiziersvereinen. Der Offizier bezog seine Autorität nicht aus einer bestimmten Klassenzugehörigkeit, sondern im streng bürgerlichen Sinne aus der eigenen Leistung, Bildung und Überzeugungskraft. Die Ehre des Bürgeroffiziers war unteilbar. Da die Disziplin auf der persönlichen Integrität des Offiziers beruhte, wurde keine Unterscheidung zwischen Ehrverstößen des Offiziers im Dienst und im Privatleben gemacht. Das Duell war im Bürgermilitär als Mittel der Wiederherstellung der Ehre akzeptiert. Unter den Offizieren des Bürgermilitärs herrschte ein Corpsgeist, der den Ausschluss von Abweichlern aller Art verlangte. Die Offiziere wurden mit der Zeit zum eigentlichen Rückgrat der Bürgergarde. Ihr Gruppenbewusstsein, das sie in ihren Offiziersclubs pflegten, ist weithin dadurch gekennzeichnet, dass sie den Ehrbegriff der Berufsoffiziere übernahmen. Auf Bonität wurde großer Wert gelegt. Wer in Konkurs fiel, verlor seinen Offiziersrang.
Die in Hamburg führende Gruppe der Fernhandelskaufleute majorisierte das Offizierskorps. Wenn Angehörige der klein- und unterbürgerlichen Schichten ihren rechtlichen Status in der Stadt verbessern wollten, mussten sie das Bürgerrecht erwerben. Die Voraussetzung für den Erwerb des Bürgerrechts bildete die Mitgliedschaft im Bürgermilitär, wie auch die Verpflichtung, die Stadt zu verteidigen, Bestandteil des Hamburger Bürgereides war. Allerdings stellten die Kosten für Uniform und Ausrüstung eine bedeutende Ausgabe dar. Besonders aufwendig waren die Uniform und Ausrüstung der Kavallerie. Bei den Offizieren der Kavallerie waren alle Metallteile der Uniform vergoldet. Der unterschiedliche Aufwand bei der Uniformierung bildete zugleich eine Schranke für die Aufstiegsmöglichkeiten vieler Mitglieder des Bürgermilitärs und begünstigte die soziale Abschottung der Freikorps. Andererseits bot die Offiziersuniform der Freikorps reich gewordenen Hamburgern, die nicht zu den älteren Kaufmannsfamilien gehörten, eine Gelegenheit, mit jenen zu konkurrieren. So bemerkte der Abgeordnete Ferdinand Laeisz bei der Debatte in der Bürgerschaft über die Abschaffung des Bürgermilitärs, dass viele der Anhänger der Truppe „die hohe Stellung, die sie in der Gesellschaft einnehmen“, dem Bürgermilitär verdankten.
Auch sonst grenzten sich die Freikorps Artillerie, Jäger und Kavallerie deutlich gegenüber der Infanterie ab. Die Freikorps entschieden zudem, wen sie aufnehmen wollten. Bei der Kavallerie musste der Aufzunehmende von unbescholtenem Ruf und ein „geübter Reuter seyn“. Er musste Eigentümer eines Reitpferdes sein – Leihpferde waren ebenso wie Zugpferde verboten – und sich an den Kosten für die Ausrüstung der Trompeter und den Unterhalt ihrer Pferde beteiligen. „Diese Statuten verdeutlichen, was […] zur Erfüllung der militärischen Aufgabe wirklich wesentlich für die Aufnahme in ein Freikorps war: der Besitz einer ausreichenden Menge Geldes.“ „Die Kavallerie bedeutete den Gipfel des Aufwandes.“ So bestand die Kavallerie hauptsächlich aus Söhnen von Kaufleuten, von denen sich zuletzt noch 112 den Aufwand für „die sehr prächtige Uniform mit der Ulanentschapka, die Bewaffnung mit Schleppsäbel und zwei Pistolen“ und das Reitpferd leisteten.

## Mitglieder des Bürgermilitärs

### Chefs des Bürgermilitärs
•     Peter Otto Pepper wurde am 30. Oktober 1795 zum Bürgerkapitän im Regiment St. Nicolai erwählt (gestorben am 27. Mai 1803)
•     Hinrich Erdmann Pepper wurde am 29. August 1810 zum Bürgerkapitän im Regiment St. Nicolai erwählt (gestorben am 15. Juni 1812)
- Peter Kleudgen (1775–1825) 1815 bis 1825
- Johann Andreas Prell (1774–1848) 1825 bis 1831
- Johann Friedrich Anton Wüppermann (1790–1879) 1831 bis 1835
- Carl Möring (1818–1900) 1835 bis 1838
- Daniel Stockfleth (1794–1868) 1838 bis 1848
- Albert Nicol (1799–1887) 1848 bis 1868
- (interimistisch bis zur Auflösung) Hinrich Jacob Burmester (1799–1876) 1868

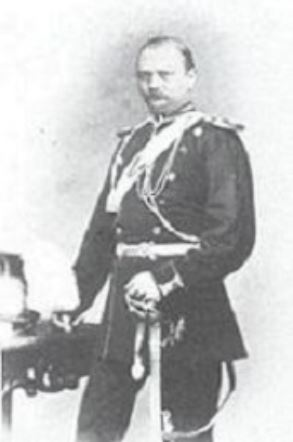
Carl Jauch (1828–1888) als Leutnant der Kavallerie

### Kavallerie
- Adolph Godeffroy (1814–1893), Rittmeister
- Carl Jauch (1828–1888), Oberleutnant
- Moritz Jauch (1804–1876), Oberleutnant (Ehemann von Auguste Jauch)
- Ernst Freiherr von Merck (1811–1863), Rittmeister und Chef der Kavallerie

### Andere Truppenteile
- Carl Eduard Abendroth (1804–1885), Major im Generalstab
- Georg Heinrich Ballheimer (1796–1874), zweiter Major des 6. Bataillons
- Carl Theodor Bandmann 1852–1859, Major des 4. Bataillons
- Wilhelm Gossler (1811–1895), Adjutant im Generalstab
- Nicolaus Ferdinand Haller (1805–1876), Gardist der 7. Kompanie des 3. Bataillons
- Carl Philipp Kunhardt (1782–1854), Hauptmann des 2. Bataillons
- Georg Ferdinand Kunhardt (1824–1895), Hauptmann
- David Christopher Mettlerkamp (1774–1850), Oberstlieutenant und Kommandant
- Gustav Eduard Nolte (Politiker, 1812), Hauptmann
- Ludovicus Piglhein (1814–1876) Hauptmann der 6. Kompanie des 6. Bataillons
- Hermann Poelchau (1817–1912), Hauptmann im 6. Bataillons
- Johann Christian Söhle (1801–1871), zweiter Major des 3. Bataillon
- Johann Stahmer (1819–1896), Hauptmann

## Abbildungen
- F. H. W. Rosmäsler: Hamburgs Bürger-Bewaffnung, in fünf und dreisig Figuren dargestellt. Hamburg 1816.
- A. Schieck: Hamburger Bürger-Militair 1868. (bnf.fr).
- H. Jessen: Uniformes de Hambourg en 1850. B. S. Berendsohn, Hamburg 1850 (bnf.fr).